# Universität Ermland-Masuren

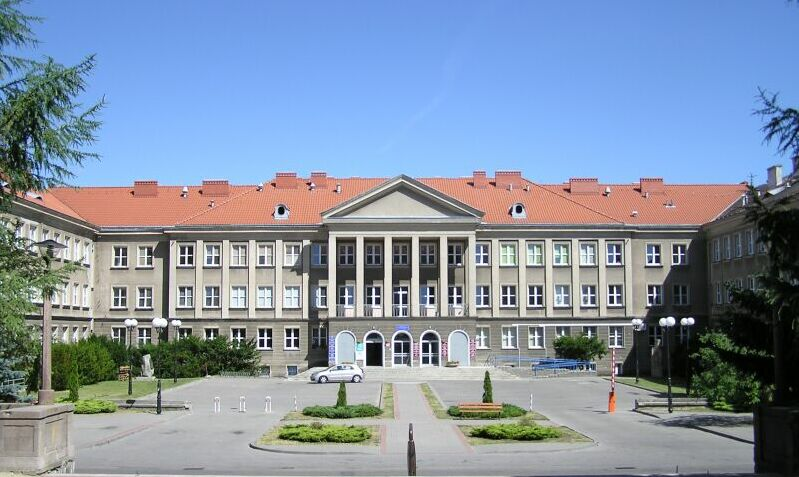
Universität Ermland-Masuren

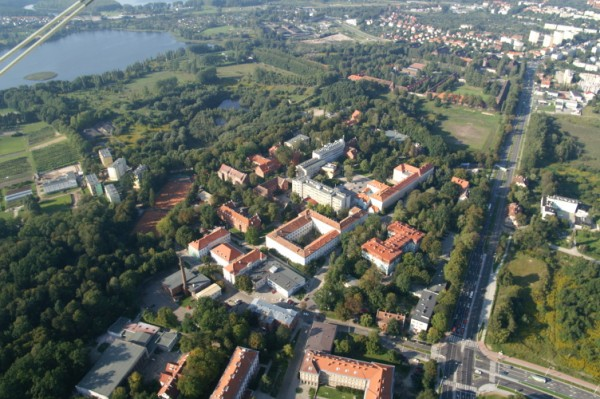
Luftaufnahme der Uni

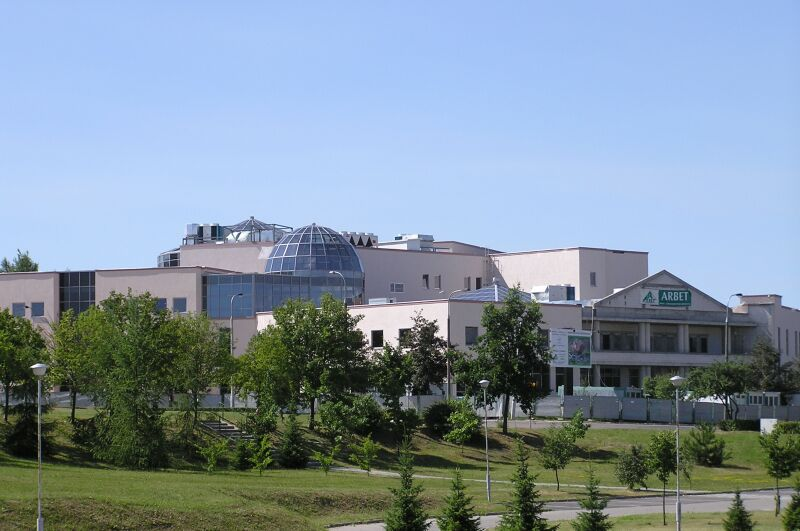
Universitätsbibliothek Olsztyn

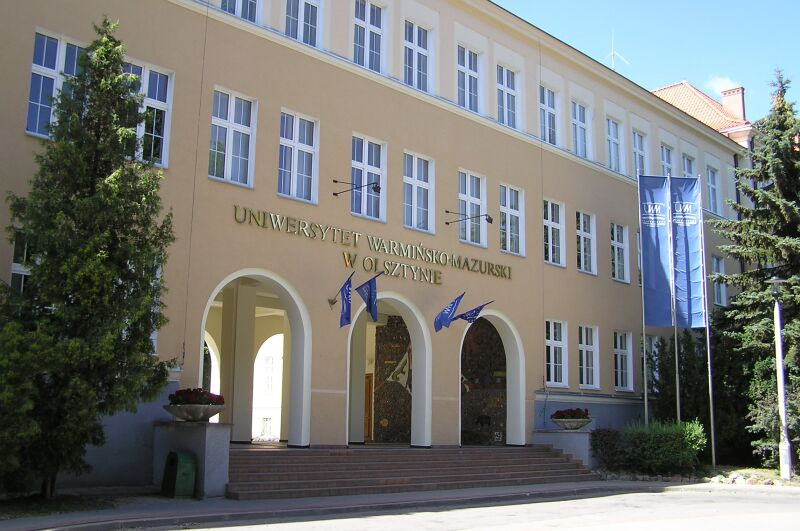
Rektorat der Universität

Die Universität Ermland-Masuren (polnisch: Uniwersytet Warmińsko-Mazurski UWM) in Olsztyn wurde am 1. September 1999 aus der Fusion der Technisch-Landwirtschaftlichen Akademie, der Pädagogischen Hochschule und dem Hohen Geistlichen Seminar gegründet. Die Universität befindet sich auf dem Gelände der ehemaligen Provinzial-Heil- und Pflegeanstalt Kortau.

## Struktur

### Fakultäten
- Fakultät für Bioingenieurwesen
- Fakultät für Biologie
- Fakultät für Geodäsie und Landmanagement
- Fakultät für Geistes- und Sozialwissenschaften
- Fakultät für Umweltgestaltung und Landwirtschaft
- Fakultät für Mathematik und Informatik
- Fakultät für Medizinische Wissenschaften
- Tiermedizinische Fakultät
- Fakultät für Wirtschaftswissenschaften
- Fakultät für Ingenieurwesen
- Fakultät für Lebensmittelwissenschaften
- Fakultät für Umweltschutz und Fischerei
- Fakultät für Pädagogik und Kunsterziehung
- Fakultät für Recht und Verwaltung
- Fakultät für Theologie

### Zentren
- Zentralbibliothek
- Zentrum für Fremdsprachen
- Zentrum für Leibeserziehung und Sport
- Zweigniederlassung für Forschung und Lehre in Bałdy
- Zweigniederlassung für Forschung und Lehre in Łężany
- Universitätsverlag
- Archiv
- Internationales Zentrum für Business und Öffentliche Verwaltung
- Lehrstuhl der UNESCO
- Zentrum für Entwicklung des ländlichen Raumes
- Internationales Zentrum für Ständige Gestaltung
- Zentrum für Baltische Studien
- Internationales Erziehungszentrum in Braniewo
- Prüfungszentrum des Goethe-Institutes
- Genehmigtes CAD-Schulzentrum
- Zentrum für Nutzung und Verwaltung kommunaler Computernetze OLMAN
- Universitätsklinikum